# Interferometr Sagnaca

Interferometr Sagnaca: S – źródło światła; P – płytka półprzepuszczalna; Z_{1}, Z_{2} – zwierciadła; O – ekran

Interferometr Sagnaca (interferometr pierścieniowy) – interferometr składający się z płytki dwudzielnej i układu zwierciadeł zapewniającego bieg promienia po drodze zamkniętej. Padająca wiązka światła zostaje podzielona, a dwie wiązki poruszają się tą samą drogą, ale w przeciwnych kierunkach. Po powrocie wiązek do płytki dwudzielnej wiązki opuszczają interferometr i interferują ze sobą. Względne fazy dwóch wychodzących wiązek, a tym samym położenie prążków interferencyjnych, przesuwa się w zależności z prędkości kątowej aparatu względem inercjalnego układu odniesienia. 
Gdy interferometr jest w spoczynku względem inercjalnego układu odniesienia, światło przebywa pierścień w takim samym czasie w obu kierunkach. Jednakże, gdy interferometr jest obracany, jedna wiązka światła przechodzi dłuższą drogę niż druga, a zatem przechodzi dłużej, co powoduje różnicę faz między wiązkami.
Georges Sagnac przygotował ten eksperyment, aby udowodnić istnienie eteru, który odrzuciła szczególna teoria względności Einsteina.
W oparciu o efekt Sagnaca buduje się żyroskopy optyczne laserowe i światłowodowe, stosowane do precyzyjnego wykrywania zmiany kierunku w samolotach i innych pojazdach.

## Zasada działania

Schemat światłowodowego interferometru Sagnaca

Światło padając na płytkę półprzepuszczalną P rozdziela się na dwa promienie, które w układzie interferometru propagują się po tej samej drodze, lecz w przeciwnych kierunkach. Promienie łączą się ponownie na płytce P i interferują za płytką, obraz interferencyjny można obserwować na ekranie O. Różnica faz obu wiązek ulega zmianie, gdy interferometr obraca się. Różnica faz wynika z tego, że w obracającym się układzie układ „ucieka” przed wiązką, a dla drugiej „biegnie do niej”. W efekcie tego jedna wiązka musi pokonać drogę
{\displaystyle 2\Pi R-\alpha R=2\Pi R-vt_{1}=ct_{1},}
analogicznie dla drugiej wiązki droga ta wynosi
{\displaystyle 2\Pi R+\alpha R=2\Pi R+vt_{2}=ct_{2}.}
Otrzymujemy w ten sposób dwa różne czasy potrzebne do dotarcia do ekranu
{\displaystyle t_{1}={\frac {2\Pi R}{c+v}}\;{}} i {\displaystyle {}\;t_{2}={\frac {2\Pi R}{c-v}},}
gdzie:
{\displaystyle \alpha } – kąt o jaki obróci się układ,
{\displaystyle v} – prędkość liniowa układu,
{\displaystyle c} – prędkość światła.
Otrzymane wzory na czas przypominają strukturę {\displaystyle czas={\frac {droga}{predkosc}}} i czasami w ten sposób są tłumaczone. Jest to jednak rozumowanie niepoprawne fizycznie.
Układ zwierciadeł może być zastąpiony światłowodem. Układy takie są precyzyjne i umożliwiają rozpoznanie obrotu o 0,0001 stopnia na godzinę